# Josef Blahník
Josef Blahník (16. prosince 1918, Náchod – 23. listopadu 1989 tamtéž) byl český římskokatolický kněz perzekvovaný komunistickým režimem. V roce 1970 jej Felix Maria Davídek vysvětil v rámci „podzemní církve“ na biskupa. Pro pochybnost o Davídkově způsobilosti k udílení svěcení však není mezi české biskupy zpravidla počítán.

## Život
Josef Blahník se narodil v Náchodě v rodině živnostníka. Absolvoval místní gymnázium. Po maturitě vstoupil do kněžského semináře v Hradci Králové, kde začal studovat teologii a připravovat se ke kněžské službě. Kněžské svěcení (svátost kněžství) přijal v roce 1943 a byl ustanoven kaplanem v Úpici. Po roce byl přeložen jako kaplan do Červeného Kostelce, kde se v roce 1948 stal administrátorem farnosti. Po komunistickém převratu byl vyhodnocen jako novému režimu nepohodlný a byl vystaven perzekuci. U státních orgánů si získal pověst rebela. Vadila také jeho práce s mládeží a značná obliba u farníků. V roce 1950 například odmítl v kostele přečíst kázání s výzvou k příspěvkům na mírový fond, které předpřipravil generální vikář Ladislav Hronek. Před věřícími se o tomto kázání zmínil s tím, že je „nemožně napsané“. Po sérii podobných příhod musel z Červeného Kostelce odejít. Jeho přeložení vyvolalo v Červeném Kostelci protesty obyvatel, kteří požadovali Blahníkovo ponechání na původním místě. Ničeho však nedosáhli. Byl přeložen do Trutnova – Horního Starého Města. Nové působiště bylo nicméně relativně nedaleko Červeného Kostelce, a záhy vyšlo najevo že Blahník nadále udržuje s kosteleckými farníky časté kontakty. Svou „protistátní činnost“ navíc rozšířil o údajné narušování činnosti JZD ve Vlčicích, kam dojížděl do farnosti jako ex currendo administrátor. Již v roce 1951 byl proto přeložen zcela na opačný konec diecéze, do Předhradí u Skutče.
V Předhradí byl nakonec v říjnu roku 1953 zatčen. Kromě již známých „problémů“, které se s Blahníkem táhly už od Červeného Kostelce (obliba u lidí, nezávislost, kritika podoby státem garantovaného materiálního zabezpečení kněží, …) byla jednou z příčin zatčení i aféra pardubického církevního tajemníka Františka Krádla, který přehlížel ilegální náboženské aktivity několika kněží a nechával se za to uplácet. Jedním z těch, kdo jej takto upláceli, měl být i Josef Blahník. Krádl se posléze snažil dokonce dosáhnout Blahníkova propuštění z vazby. Do vězení se následně naopak dostal i sám tajemník Krádl.
Po ročním pobytu ve vyšetřovací vazbě byl odsouzen za „zločiny proti republice“ na devět let vězení. Vězněn byl na Mírově a ve Valdicích. V roce 1960 byl amnestován, nesměl se však vrátit k duchovní službě. Vrátil se do rodného Náchoda a nastoupil jako pomocný dělník na pile. V roce 1968 mu byl vrácen státní souhlas k výkonu kněžské služby, byl však ustanoven až do velmi vzdálené Vyskytné nad Jihlavou, farnosti na rozhraní královéhradecké a brněnské diecéze. Přeložení relativně blízko k Brnu paradoxně umožnilo Blahníkovi kontakty se skrytou církví, konkrétně se společenstvím Koinótés kolem biskupa Felixe Maria Davídka. Davídek v roce 1970 vysvětil Josefa Blahníka na biskupa. Účelem jeho biskupského svěcení byla snaha vytvořit jakousi „zálohu“ pro případ, že by oficiálním biskupům byla znemožněna služba. Sám Blahník jako biskup příliš nevystupoval ani v rámci skryté církve. Na rozdíl od Davídka například za celé roky svého episkopátu udělil jáhenské nebo kněžské svěcení jen několika málo kandidátům. V roce 1978 odešel Blahník do penze, vrátil se do Náchoda a žil zde jako soukromá osoba v nenápadném domku ve Vrchlického ulici.
Teprve v roce 1987 dostal souhlas k výpomoci v náchodské farnosti. Toto „dovolení“ znamenalo, že v neděli směl sloužit jedinou veřejnou Mši svatou v kostele. Nedlouho poté však vážně onemocněl. Během nemoci upoutávalo pozornost to, že byl hojně navštěvován některými hodnostáři královéhradecké kapituly. To způsobovalo spekulace o Blahníkově skutečném postavení v rámci církve. Sám o svém biskupském svěcení mlčel. Blahník zemřel v Náchodě ve dnech probíhající revoluce. Pohřeb se konal 2. prosince 1989 z děkanského chrámu sv. Vavřince v Náchodě. Zádušní bohoslužby sloužil biskup Karel Otčenášek, pohřební obřady na hřbitově vedl kapitulní vikář královéhradecké diecéze Karel Jonáš. Teprve při pohřbu bylo přiznáno, že Blahník byl tajným biskupem. Tato skutečnost byla následně přiznána také nápisem na hrobě na náchodském Staroměstském hřbitově, kam byl pohřben vedle svých rodičů. Je zde uveden jako Episcopus ad usum Ecclesiae, což lze přeložit jako biskup pro účely církve, což má odrážet důvody, pro které jej Felix Maria Davídek na biskupa vysvětil.

## Otázka Blahníkova episkopátu
Josef Blahník byl vysvěcen na biskupa v linii biskupa Davídka, přičemž Davídkem udělená biskupská svěcení jsou z jistých příčin vnímána v katolické církvi jako dubiozní, tedy pochybná (například biskupové Ján Eugen Kočiš a Ivan Ljavinec, původně na biskupy vysvěcení Davídkem, byli oficiální církví jako biskupové uznáni až poté, co biskupské konsekrace přijali tzv. sub conditione podruhé z rukou biskupů, o jejichž způsobilosti jakožto světitelů nebyla pochybnost). Podle některých svědectví byl u Blahníkovy biskupské konsekrace jako spolusvětitel přítomen litoměřický biskup Štěpán Trochta, což by znamenalo, že jeho biskupské svěcení bylo nepochybně platné, ovšem důkazy nikdy nebyly předloženy a v dané věci existuje pouze toto jediné - nikoliv nezaujaté - tvrzení. Blahník zemřel dříve, než mohla být otázka jeho episkopátu oficiálně prošetřena a proto nebývá tradičně mezi české biskupy vůbec počítán. Jeho jméno se však opakovaně vyskytlo na přelomu 60. a 70. let na seznamu možných kandidátů na královéhradecký biskupský stolec, o kterých byl ochoten vyjednávat Vatikán s československou vládou. Platnost Blahníkova biskupského svěcení evidentně uznával královéhradecký biskup Karel Otčenášek, neboť v 90. letech 20. století umožnil Blahníkem na kněze vysvěcenému Milanu Beranovi vypomáhat v duchovní správě v několika farnostech v okolí Rychnova nad Kněžnou. Beran podmínečné svěcení odmítl, neboť zpochybnění původního svěcení považoval za hřích proti Duchu svatému, Otčenášek na něm netrval a umožnil mu oficiální působení. Což by nemohl učinit, měl-li by pochybnost o platnosti biskupského svěcení jeho světitele, tedy Josefa Blahníka a o jeho způsobilosti příslušné svěcení udělit.